# Красаускас, Бенадас Мартинович
Бенадас Мартинович Красаускас (17 сентября 1893 — 15 мая 1978) — советский литовский хозяйственный деятель, Герой Социалистического Труда.

## Биография
Родился в 1893 году в Арменишкисе. Член КПСС с 1955 года.
В 1949—1973 — председатель колхоза «Ауксине варпа» Расейнского района Литовской ССР.
Заслуженный работник сельского хозяйства Литовской ССР (1963).
Указом Президиума Верховного Совета СССР от 22 марта 1966 года присвоено звание Героя Социалистического Труда с вручением ордена Ленина и золотой медали «Серп и Молот».
Депутат Верховного Совета Литовской ССР 3-го созыва.
Умер в 1978 году в Расейняе.

## Награды и звания
- Герой Социалистического Труда (22.03.1966)
- Орден Ленина (22.03.1966)
- Орден Октябрьской Революции (08.04.1971)
- Орден Трудового Красного Знамени (05.04.1958)